# Ауэханд, Эстер
Эстер Ауэханд (нидерл. Esther Ouwehand; род. 10 июня 1976, Катвейк, Южная Голландия) — нидерландский политический деятель. Политический лидер Партии защиты животных (PvdD) с 2019 года. Член Палаты представителей Нидерландов с 2006 года.

## Биография
Родилась 10 июня 1976 года в Катвейке.
Училась в Амстердамском свободном университете, не завершила образование.
Работала младшим менеджером по маркетингу молодежных журналов в издательстве «Санома эйтгеверс» (Sanoma Uitgevers B.V.). Уволилась из издательства в 2004 году.

## Политическая карьера
Работала в Партии защиты животных с момента её основания в 2002 году, в 2004 году стала координатором партийного офиса.
На парламентских выборах 2006 года была второй в партийном списке, партия получила два мандата, Марианна Тиме и Эстер Ауэханд были избраны. Переизбрана на выборах 2010, 2012, 2017 и 2021 года.
С 17 ноября 2015 года по 17 октября 2016 года находилась в отпуске по болезни и её заменял Франк Вассенберг.
С 11 октября 2018 года по 31 января 2019 года являлась председателем фракции во время отпуска по болезни Марианны Тиме. 29 сентября 2019 года назначена временно исполняющей обязанности председателя фракции после отставки Марианне Тиме. 
В октябре 2019 году избрана политическим лидером и председателем фракции, на выборах 2021 и 2023 годов возглавила партийный список.
11 октября 2022 года временно отказалась от обязанностей депутата и председателя фракции из-за перегрузки. Вернулась в Палату представителей 2 февраля 2023 года.

## Личная жизнь
Живёт в Гааге.